# Tuổi kết hôn
Tuổi kết hôn là tuổi mà một người được phép lấy chồng/vợ cũng như quyền làm hoặc buộc phải làm cha mẹ hoặc các hình thức khác đồng thuận khác. Độ tuổi và các yêu cầu khác nhau ở mỗi nước, nhưng nhìn chung thì phần lớn các quốc gia quy định độ tuổi kết hôn của nữ là từ 18-20 tuổi, và tuổi kết hôn của nam lớn hơn nữ khoảng 1-2 tuổi. Tuy nhiên một số nước cho phép độ tuổi kết hôn sớm hơn 1-2 năm nếu có sự đồng ý của cha/mẹ, hoặc trong trường hợp người nữ đã mang thai.

## Quy định
Một số nước có độ tuổi kết hôn của nữ là 16, như Ấn Độ, Hàn Quốc, Malaysia, Indonexia…. Ở Singapore thì cả nam và nữ phải 21 tuổi (có thể hạ xuống 18 nếu có văn bản đồng ý của cha mẹ). Tại Trung Quốc nam 22 tuổi, nữ 20 tuổi mới được kết hôn. Tại Ấn Độ và Nepal, tuổi kết hôn của nam là 21 tuổi, nữ 18 tuổi. Nhìn chung, tuổi của nam giới thường được quy định cao hơn nữ giới, thường là từ 18 đến 22 tuổi.

### Tại Việt Nam
Tại Việt Nam, theo "Điều kiện kết hôn" của Luật Hôn nhân và Gia đình năm 2000 thì nam phải đủ từ 20 tuổi và nữ đủ từ 18 tuổi trở lên.
Trong quá trình xây dựng Luật Hôn nhân và Gia đình năm 2014, Bộ Tư pháp và một số ý kiến đề nghị bổ sung quy định ngoại lệ đối với người dân tộc thiểu số, cho phép hạ độ tuổi kết hôn của nam dân tộc thiểu số xuống 18 tuổi và nữ dân tộc thiểu số xuống 16 tuổi, bởi ở vùng sâu vùng xa, vùng miền núi, có nhiều em gái chỉ 15, 16 tuổi đã làm đám cưới, sinh con đẻ cái theo phong tục địa phương, ngoài ra tham khảo quy định của các quốc gia trên thế giới cho thấy một số quốc gia đã quy định tuổi kết hôn của nữ dưới 18 tuổi. Ngoài ra, có 1 đề xuất khác là hạ tuổi kết hôn của nam giới từ 20 tuổi xuống 18 tuổi để ngang bằng với nữ, lập luận này dựa trên Công ước Cedaw về bình đẳng giới mà Việt Nam đã tham gia.
Tuy nhiên, đề xuất hạ độ tuổi kết hôn từ 18 tuổi xuống 16 tuổi đối với nữ dân tộc thiểu số đã bị Quốc hội Việt Nam bác bỏ vì những lý do sau:
- Về mặt sinh học: Trước tuổi 18, cơ thể người phụ nữ chưa phát triển hoàn thiện, nếu kết hôn và mang thai thì nguy cơ đẻ khó, tai biến sản khoa sẽ gia tăng, đứa con còn có nguy cơ bị Suy dinh dưỡng. Hậu quả xa hơn là làm suy giảm chất lượng giống nòi. Giáo sư-Tiến sĩ Nguyễn Đức Vy, Giám đốc Bệnh viện Phụ sản Trung ương khẳng định: ở tuổi 16, 17, khung xương chậu của thiếu nữ chưa phát triển hoàn thiện, ít nhất phải đến 22 tuổi cơ thể phụ nữ mới phát triển đầy đủ cho việc sinh con, còn những trường hợp 16, 17 tuổi mà sinh con hầu hết phải mổ lấy thai. Tổ chức Y tế Thế giới cũng khuyến cáo độ tuổi thích hợp để có thai lần đầu là 20 đến 22 tuổi[1]. Luật sư Hoàng Văn Hướng (Đoàn Luật sư thành phố Hà Nội) cho rằng: quy định độ tuổi kết hôn là 18 đối với nữ là kết quả của việc nghiên cứu, điều tra tổng thể về sinh lý học, luật cần căn cứ vào tâm lý và tuổi sinh sản của con người chứ không thể quy định theo cảm tính, ông nói: "Làm thế nào mà một đứa trẻ 16 tuổi có thể sinh ra một đứa con khỏe mạnh trong khi cơ thể mình còn bé tí, nói gì đến nuôi dạy con cái".
- Về mặt tâm lý học: Tuổi 16 - 17 vẫn nằm trong giai đoạn dậy thì, chưa phát triển hoàn thiện. Việc học tập, tiếp nhận kiến thức và kinh nghiệm trong cuộc sống của lứa tuổi này chưa đầy đủ, chưa xử lý được các vấn đề trong cuộc sống. Ngày nay điều kiện sống được nâng cao, trẻ em thành phố có sự phát triển về thể hình khá nhanh so với các thế hệ trước, nhưng đó chỉ là vấn đề hình thể, còn trong lĩnh vực tâm lý, trí tuệ thì các em vẫn cón đang ở tuổi vị thành niên "ăn chưa no, lo chưa tới", chưa đủ chín chắn, hiểu biết để đảm đương vai trò làm vợ chồng, làm cha mẹ[2] Ở Việt Nam, học sinh phải từ 18 tuổi trở lên mới có thể hoàn tất 12 năm học phổ thông để có thể sống tự lập. Nếu cho phép kết hôn sớm hơn 18 tuổi thì sẽ rất ảnh hưởng đến việc học tập của người vợ, và hôn nhân rất dễ có nguy cơ đổ vỡ[1].
- Về mặt xã hội: việc hạ độ tuổi kết hôn từ 18 tuổi xuống 16 tuổi đối với nữ sẽ xung đột với pháp luật về quyền trẻ em, không bảo đảm sự phát triển giống nòi, các điều kiện về khả năng xây dựng, chăm lo cuộc sống gia đình, đồng thời không phù hợp với quan điểm vận động nhân dân tuân thủ pháp luật và xóa bỏ các tập quán lạc hậu về hôn nhân và gia đình[3]. Xã hội càng phát triển thì thanh niên càng cần có nhiều thời gian học hành để chuẩn bị lao động tự lập, việc hạ tuổi kết hôn sẽ làm ảnh hưởng đến chất lượng giống nòi và nguồn lao động trong tương lai.
- Về mặt lập pháp: 
  - Việc hạ tuổi kết hôn xuống dưới 18 tuổi sẽ gây ra sự không thống nhất với các quy định của Bộ luật Dân sự, Bộ luật Tố tụng dân sự. Theo quy định của Bộ luật Dân sự, người chưa đủ 18 tuổi là người chưa thành niên. Người từ đủ 16 tuổi đến chưa đủ 18 tuổi khi xác lập, thực hiện giao dịch dân sự phải được người đại diện theo pháp luật đồng ý, trừ giao dịch nhằm phục vụ nhu cầu sinh hoạt hoặc pháp luật có quy định khác. Theo quy định của Bộ luật Tố tụng dân sự thì người từ đủ 18 tuổi trở lên mới có đầy đủ năng lực hành vi tố tụng dân sự. Như vậy, nếu cho phép người chưa đủ 18 tuổi kết hôn không những tạo ra sự thiếu thống nhất, đồng bộ trong hệ thống pháp luật mà còn hạn chế một số quyền của người vợ khi xác lập giao dịch, hạn chế quyền yêu cầu ly hôn (phải có người đại diện).
  - Việc đề xuất quy định "áp dụng ngoại lệ đối với người dân tộc thiểu số" để hạ tuổi kết hôn của riêng nhóm này cũng là không phù hợp. Bởi Hiến pháp Việt Nam quy định quyền bình đẳng giữa các dân tộc, luật pháp Việt Nam áp dụng chung cho công dân thuộc mọi dân tộc. Nếu áp dụng tuổi kết hôn ngoại lệ với một số dân tộc thiểu số thì đó là vi phạm Hiến pháp.
- Nếu lấy lý do "ở vùng sâu vùng xa, vùng miền núi có nhiều em gái tảo hôn" làm lý do để hạ tuổi kết hôn trong Luật thì cũng không hợp lý. Ông Nguyễn Minh Thuyết, nguyên phó chủ nhiệm Ủy ban Văn hoá, Giáo dục, Thanh niên, Thiếu niên và Nhi đồng của Quốc hội phản bác: "Nhà nước và xã hội phải tôn trọng những phong tục thích hợp, nhưng không thể chiều theo những phong tục lạc hậu. Nên nhớ rằng ở nước ta trước đây không chỉ có đồng bào dân tộc thiểu số mà cả người Kinh cũng lấy chồng lấy vợ sớm. Luật Hôn nhân gia đình năm 1959 đã chấm dứt về căn bản nạn tảo hôn, thực hiện hôn nhân tiến bộ. Bây giờ sửa Luật theo hướng chấp nhận tảo hôn đối với đồng bào dân tộc thiểu số thì không phải làm lợi cho đồng bào mà chính là làm ảnh hưởng đến sự phát triển giống nòi của đồng bào... Chính quyền và đoàn thể phải làm tốt công tác tuyên truyền, giải thích pháp luật cho đồng bào, giúp đồng bào thấy kết hôn sớm có nhiều cái hại. Chúng ta có nhiều cơ quan, đoàn thể, sao không vận động được người ta?" Bà Nguyễn Thị Hoài Thu, Chủ nhiệm Ủy ban các vấn đề xã hội của Quốc hội khẳng định: "Tôi không tán thành việc hạ tuổi kết hôn. Khi chưa tăng được độ tuổi kết hôn thì không nên giảm. Hạ tuổi kết hôn để người ta đừng phạm luật nhưng có chắc người ta sẽ không phạm luật nữa? Ngay cả người Kinh khi 16, 17 tuổi cưới vợ, họ cứ về sống với nhau, khi nào đủ tuổi thì mới đi đăng ký. Xã hội như vậy là không có kỷ cương. Hạ tuổi kết hôn gây ra rất nhiều hệ lụy, điều này là đi ngược trào lưu của thế giới. Nếu giả sử người ta vẫn tảo hôn thì lại tiếp tục hạ xuống 14-15 tuổi hay sao? Trên thực tế, số người tảo hôn không nhiều hơn số xây dựng gia đình đúng luật... Tôi tin việc tuyên truyền pháp luật của Nhà nước chưa tới từng gia đình, từng thanh niên. Lỗi của Nhà nước thì phải nhận, phải khắc phục chứ sao lại đi sửa luật?"[4].

Đề xuất hạ độ tuổi kết hôn của nam từ 20 tuổi xuống 18 tuổi để ngang bằng với nữ cũng bị Quốc hội Việt Nam bác bỏ vì những lý do sau:
- Về mặt xã hội: Việc quy định tuổi kết hôn nam 20 tuổi, nữ 18 tuổi đã áp dụng từ năm 1959 và không thấy người dân có khiếu nại gì. Xu hướng xã hội hiện đại cho thấy, độ tuổi kết hôn trung bình của cả nam và nữ đang ngày càng tăng cao, nên xã hội cũng không đòi hỏi phải hạ tuổi kết hôn của nam.
- Về mặt sinh học: Trung bình con gái bắt đầu dậy thì lúc 10-12 tuổi, con trai bắt đầu dậy thì lúc 11-13 tuổi. Con gái thường dậy thì xong lúc 15-17 tuổi, trong khi con trai dậy thì xong lúc 17-19 tuổi. Như vậy, con trai dậy thì muộn hơn, trưởng thành chậm hơn 2 năm so với con gái. Do đó quy định tuổi kết hôn của nam chậm hơn 2 tuổi là phù hợp với đặc thù sinh lý của 2 giới, không thể xem đó là "phân biệt đối xử về giới" (tương tự như việc quy định vợ được nghỉ thai sản lâu hơn chồng cũng không bị coi là phân biệt đối xử).
- Tại Việt Nam, có một đặc thù là nam giới từ 18 tuổi trở lên đều phải đăng ký tham gia nghĩa vụ quân sự, sau 2 năm thì xuất ngũ, khi đó nam giới vừa đủ 20 tuổi để có thể kết hôn. Nếu hạ tuổi kết hôn của nam xuống 18 tuổi thì sẽ dẫn tới hệ lụy là có nhiều thanh niên tìm cách trốn nghĩa vụ quân sự bằng cách đăng ký kết hôn (trong thời bình, việc tuyển quân thường ưu tiên lấy nam giới độc thân). Đồng thời, sẽ có những cặp vợ chồng vừa kết hôn, người vợ đang mang thai thì lại phải chia lìa do người chồng (vừa đủ 18 tuổi) phải đi nghĩa vụ quân sự. Như vây, nếu Luật Hôn nhân và gia đình hạ độ tuổi kết hôn của nam giới xuống 18 tuổi thì sẽ gây cản trở việc thi hành Luật nghĩa vụ quân sự, và gián tiếp khiến Luật nghĩa vụ quân sự trở nên vô nhân đạo đối với các gia đình mà người chồng chưa đủ 20 tuổi.

Từ những phân tích trên, Luật Hôn nhân và Gia đình năm 2014 đã tiếp tục quy định "tuổi kết hôn của nam là đủ 20 tuổi, nữ là đủ 18 tuổi".